# Águas de Santa Bárbara
Águas de Santa Bárbara es un municipio brasileño, localizado en el Estado de São Paulo.

## Estancia hidromineral
Águas de Santa Bárbara es uno de los 11 municipios paulistas considerados estancias hidrominerales por el Estado de San Paulo, que cumple determinados requisitos definidos por la Ley Estatal. Tal status garantiza al municipio un mayor presupuesto por parte del Estado para la promoción del turismo regional. También el municipio adquire el derecho de agregar junto a su nombre el título de Estância Hidromineral, término por el cual pasa a ser designado tanto por el expediente municipal oficial como por las referencias estatales.

## Historia
Provenientes de Minas Gerais, Francisco Dias Baptista y Pedro Dias Baptista, hijos del conocido Capitán Apiaí (Ignácio Dias Baptista), fundaron en 20 de abril de 1868 la villa de San Domingos, sobre las márgenes del Río Pardo (San Paulo), el que posteriormente originó el nombre en la ciudad de Santa Bárbara del Río Pardo. El 3 de abril de 1976 pasó de ser un Distrito a ser un Municipio, y el 1 de julio de 1978 el nombre fue cambiado a Águas de Santa Bárbara, hoy también Estáncia Hidromineral. Sus aguas son indicadas principalmente para el tratamiento de enfermedades de piel y su clima es óptimo y muy tranquilo por lo que es una ciudad muy muy procurada para el descanso. 
Hoteles, posadas, balneário, piscinas de agua mineral, cascadas y otros paseos son otros motivos que hacen de esta ciudad un lugar famoso.

## Geografía
- Altitud: 544 (centro)
- Localización: Lat. 22°52′ sur; Long. 49°15′ Oeste
- Población: 5.580 habitantes (estimada 2008)[5]
- Area Total: 408,471 km²
- CEP: 18770-000

(Fuente: IBGE)

### Hidrografía
- Río Pardo
- Río Novo
- Río Claro

### Transporte
- Empresa Auto Ómnibus Manoel Rodrigues

### Carreteras
- SP-261
- SP-280

## Demografía
| Población histórica del municipio | Población histórica del municipio | Población histórica del municipio | Población histórica del municipio |
| Año                               | Población                         |                                   | %±                                |
| --------------------------------- | --------------------------------- | --------------------------------- | --------------------------------- |
| 1920                              | 8192                              |                                   |                                   |
| 1940                              | 8446                              |                                   | 3,1%                              |
| 1950                              | 5372                              |                                   | −36,4%                            |
| 1960                              | 5078                              |                                   | −5,5%                             |
| 1970                              | 4723                              |                                   | −7,0%                             |
| 1980                              | 4632                              |                                   | −1,9%                             |
| 1991                              | 6049                              |                                   | 30,6%                             |
| 2000                              | 5224                              |                                   | −13,6%                            |
| 2010                              | 5601                              |                                   | 7,2%                              |
| 2022                              | 7177                              |                                   | 28,1%                             |
| [ 6 ] [ 7 ] [ 8 ] [ 9 ]           |                                   |                                   |                                   |

## Administración
- Prefecto: Carlos Alberto de Carvalho PSC(2005/2008)
- Teniente de Alcalde: Eden Tenan PTB (2005/2008)
- Presidente de la cámara de concejales: Magno Wilson de los Santos PSC(2007/2008)

## Iglesia Católica
- El municipio pertenece a la Arquidiócesis de Botucatu

## Galería de fotos

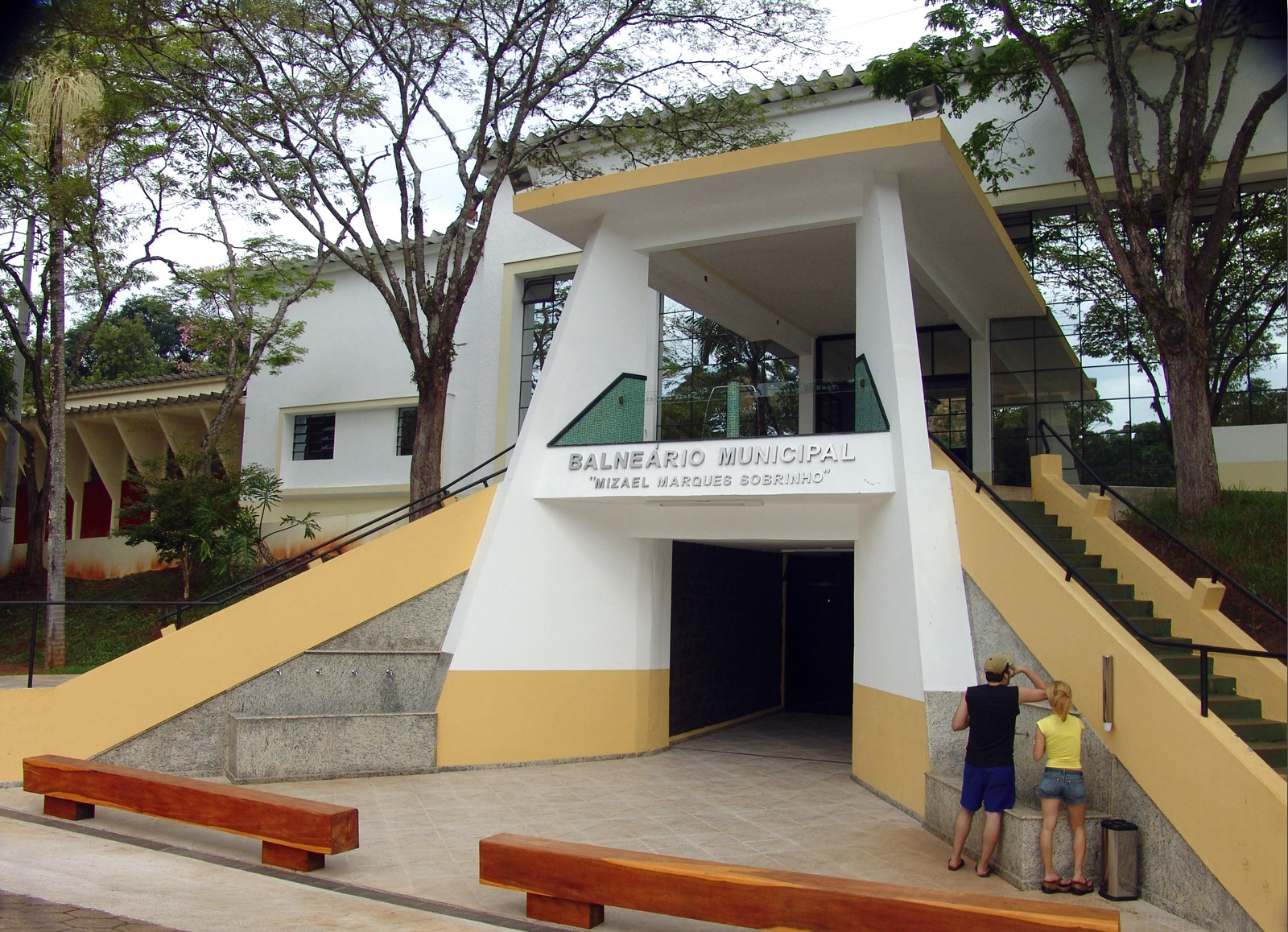
Balneario Municipal.
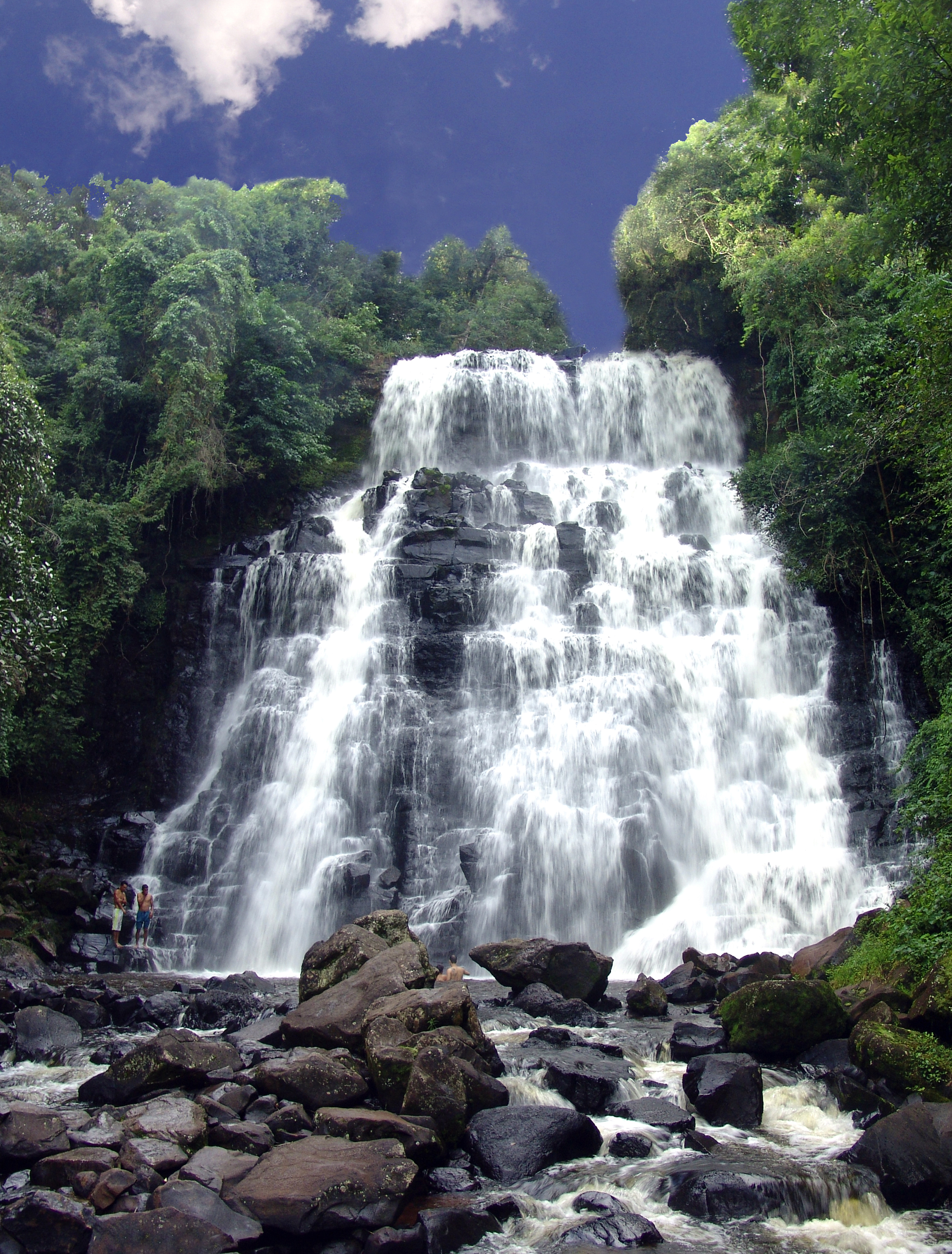
Cascada del Capão.
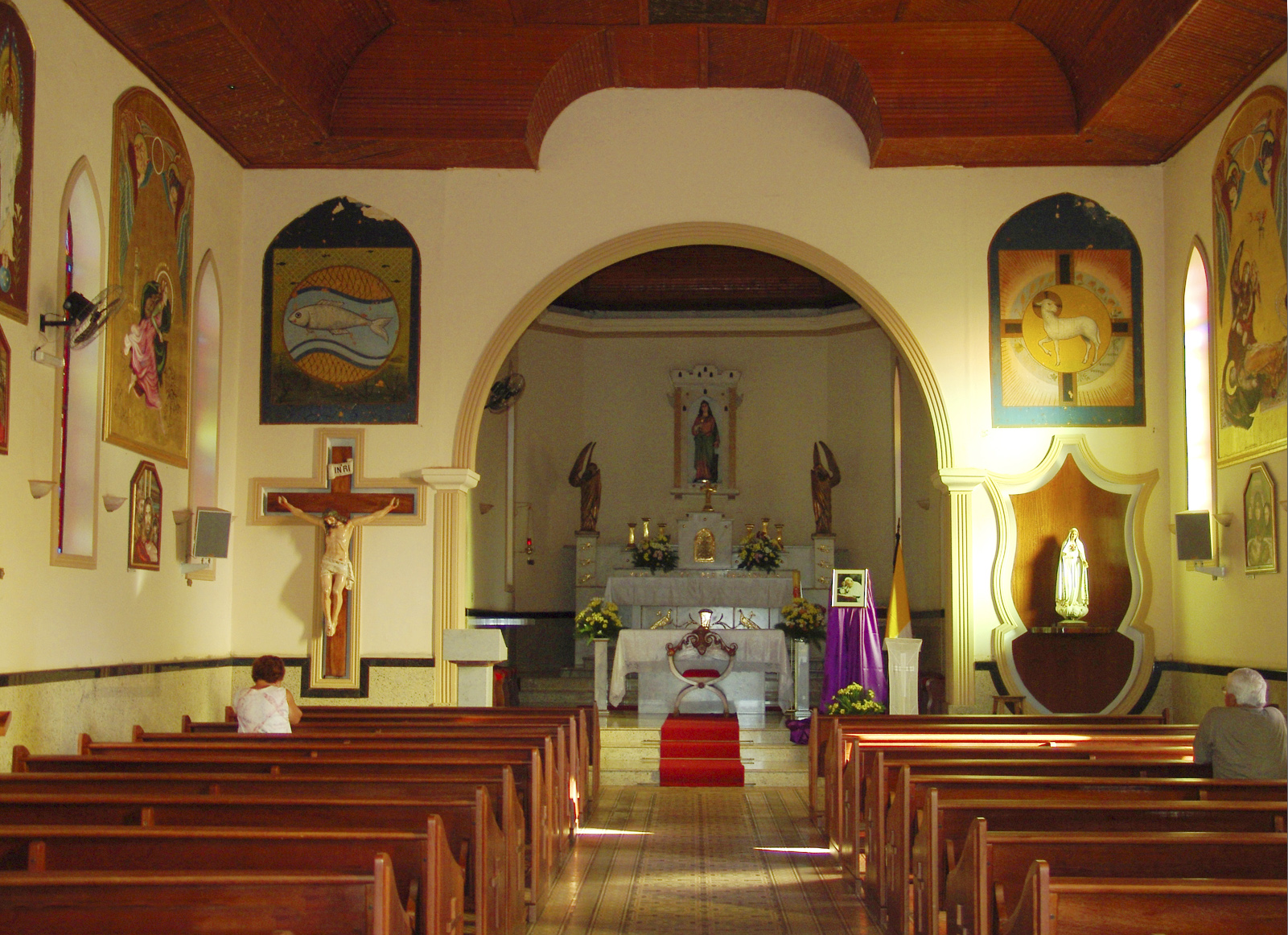
Interior de la Iglesia de Santa Bárbara
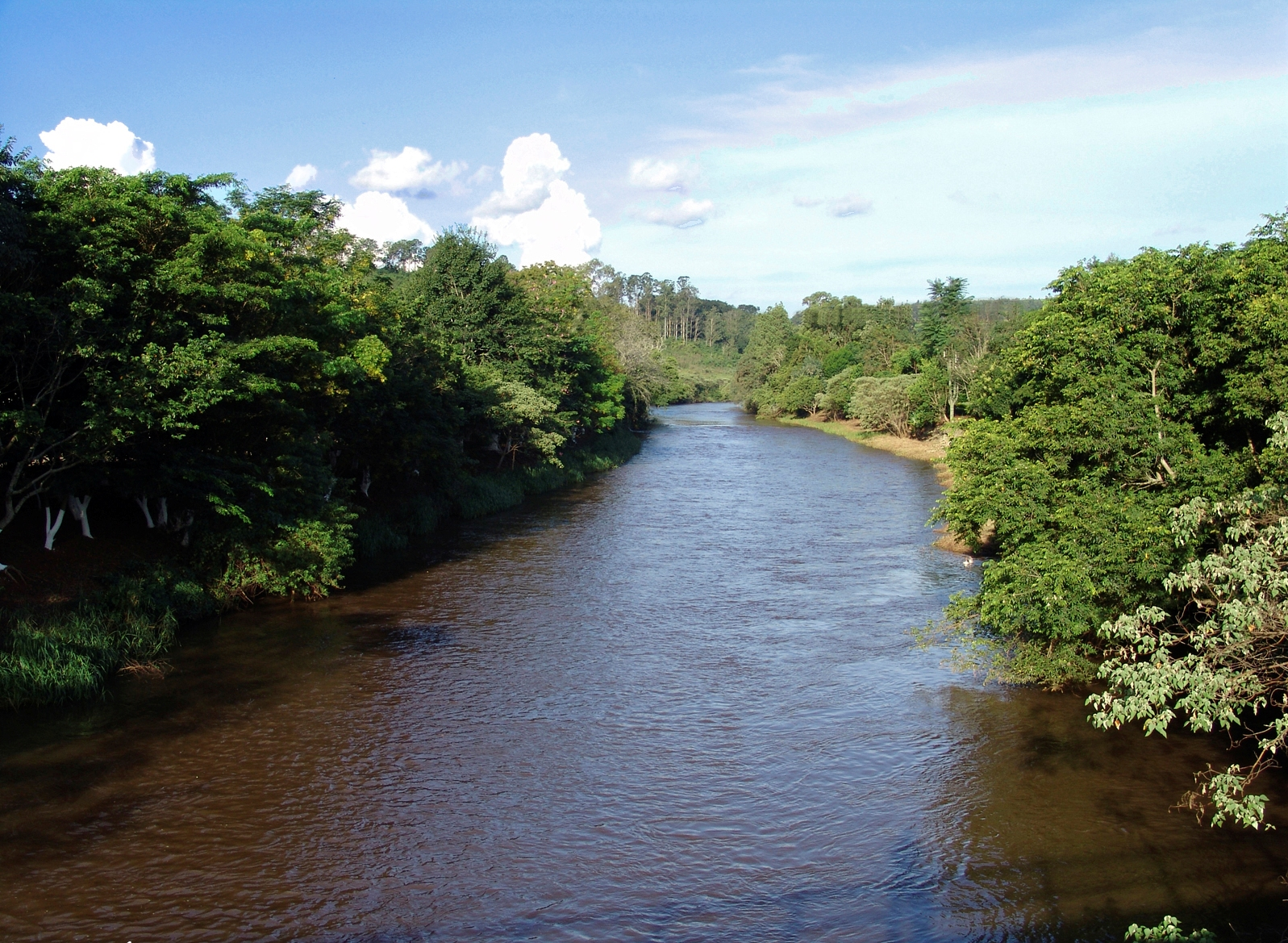
Río Pardo (San Paulo) que corta la ciudad.
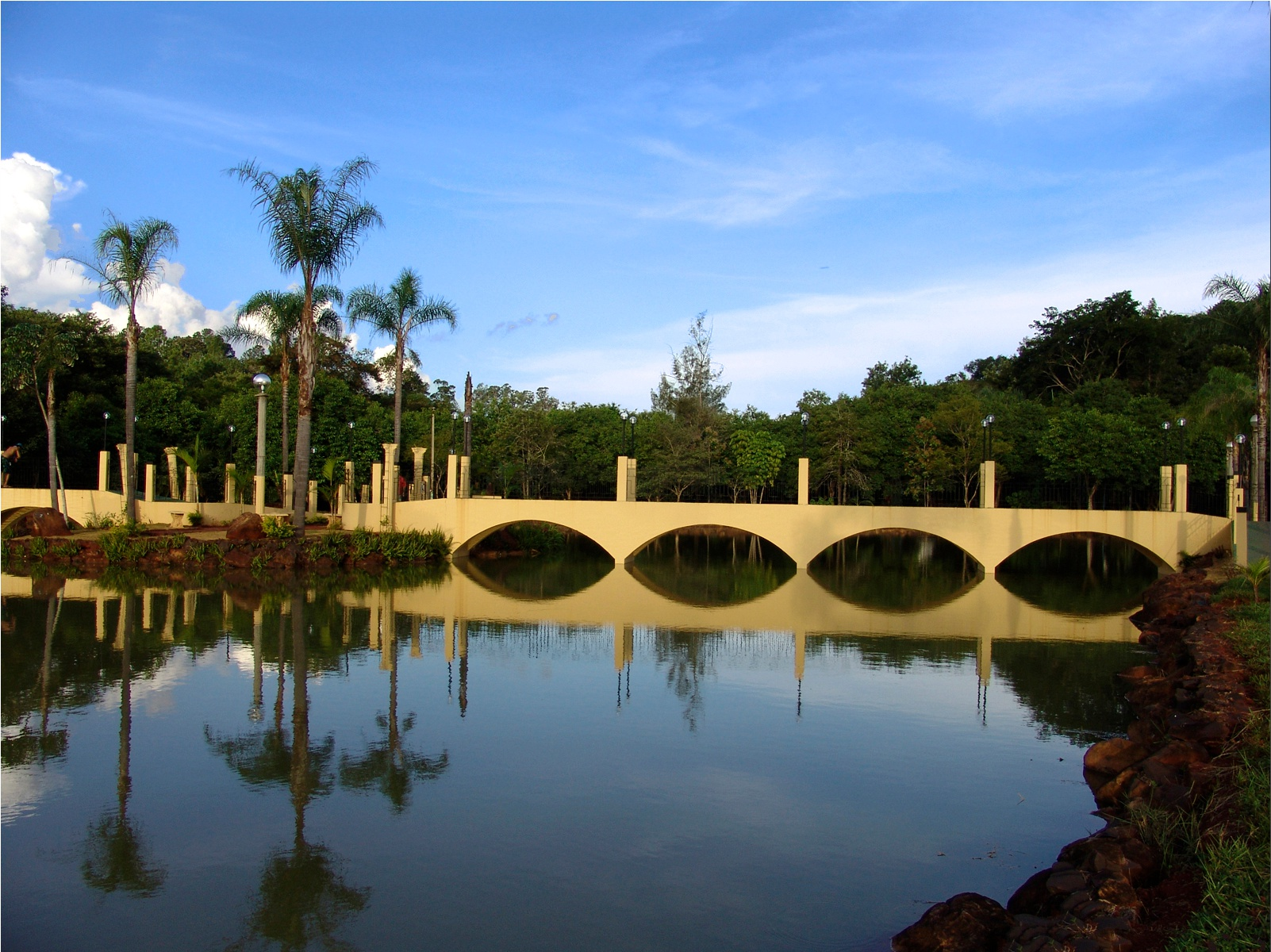
Lago y puente pedestre en el balneario.
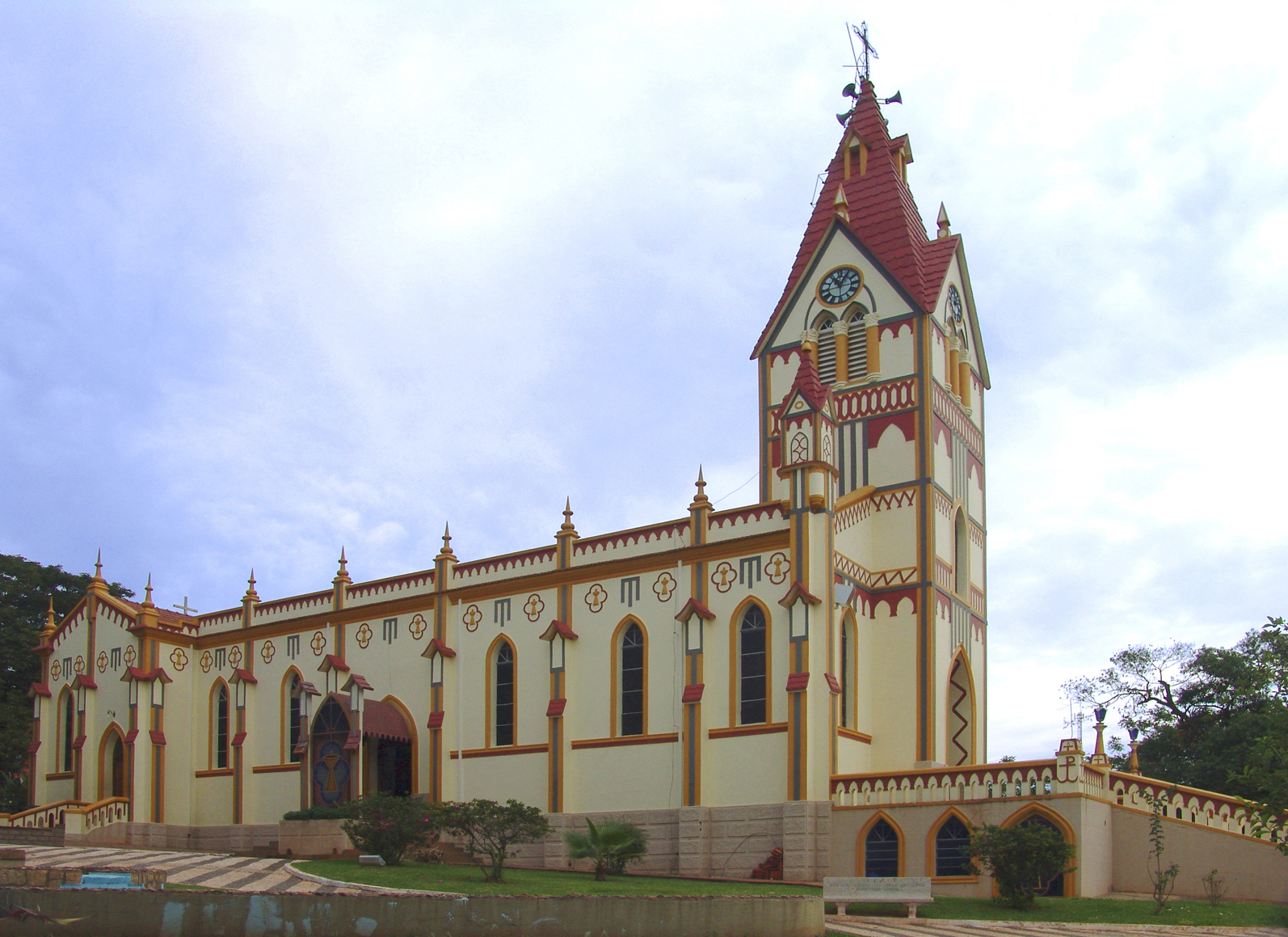
Iglesia de Santa Bárbara.